# Справа Грегорі
Грегорі Вільмен (фр. Grégory Villemin; нар. 24 серпня 1980 — пом. 16 жовтня 1984) — французький хлопчик з Лепанж-сюр-Волонь, Вогези, якого викрали з дому і вбили у віці чотирьох років. Його тіло було знайдено за чотири кілометри від місця злочину в річці Волонь поблизу міста Досель. Розслідування стало відомим як «справа Грегорі» (фр. l'Affaire Grégory) і протягом десятиліть привертало увагу громадськості та ЗМІ Франції. Вбивство залишається нерозкритим.

## Попередні події
З вересня 1981 року по жовтень 1984 року батьки Грегорі, Жан-Марі та Крістін Вільмен, а також його дідусь і бабуся з боку батька, Альберт і Монік Вільмен, отримували численні анонімні листи і телефонні дзвінки від чоловіка, який погрожував помститися Жан-Марі за якусь невідому провину. З повідомлень випливало, що він володіє детальною інформацією про велику родину Вільменів.

## Вбивство
Невдовзі після 17:00 16 жовтня 1984 року Крістін Вільмен заявила в поліцію про зникнення Грегорі після того, як помітила, що він більше не грається на подвір'ї будинку Вільменів. О 17:30 дядько Грегорі, Мішель Вільмен, повідомив родині, що щойно отримав повідомлення від аноніма про те, що хлопчика викрали і кинули у річку Волонь. О 21:00 тіло Грегорі було знайдено у Волоні зі зв'язаними мотузкою руками і ногами та насунутою на обличчя вовняною шапкою.

## Наслідки

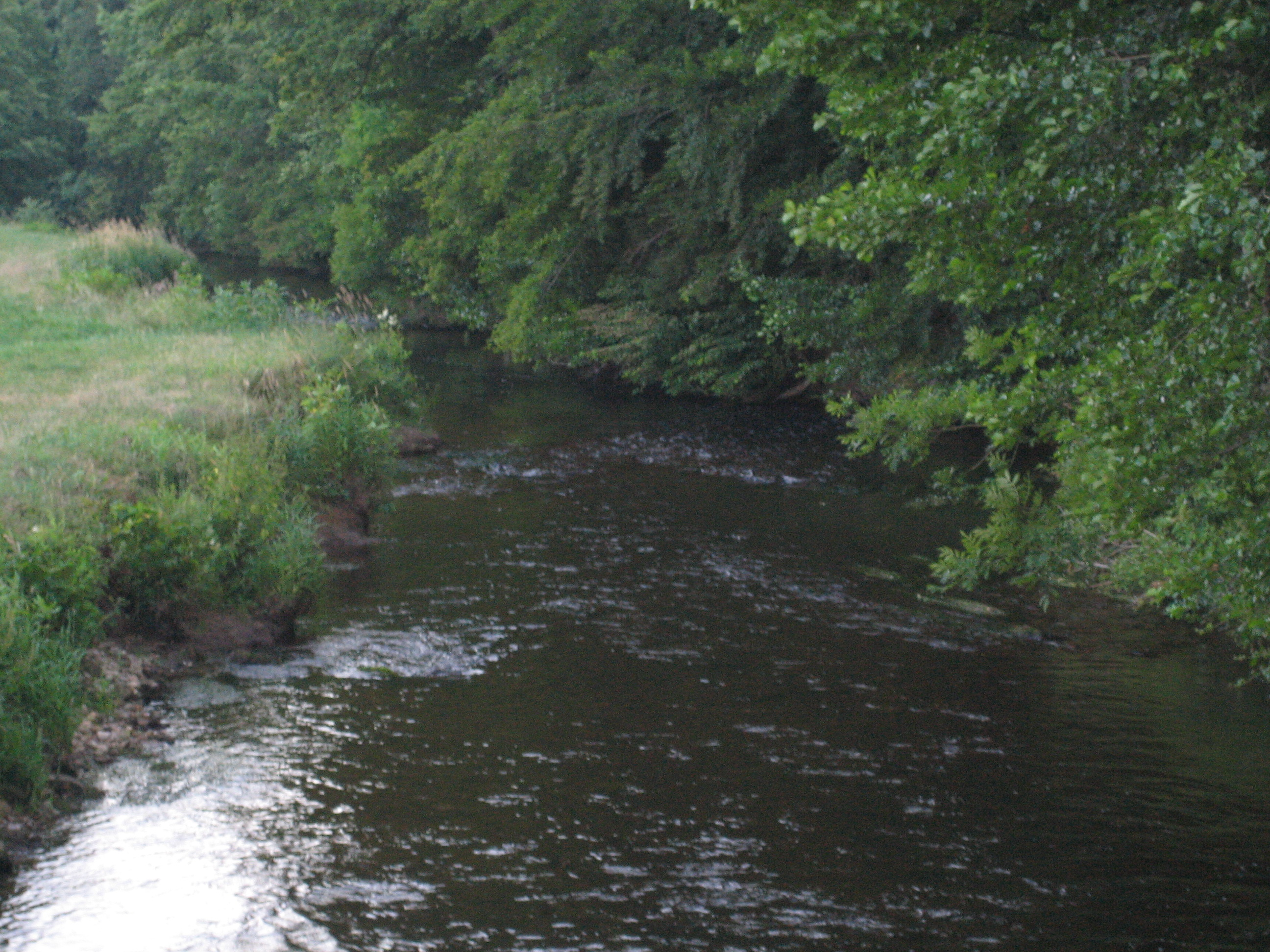
Місце на річці, де було виявлено тіло Грегорі Вільмена

17 жовтня Вільмени отримали ще одного анонімного листа зі словами: «Я помстився». Відтоді невідомого автора стали називати у ЗМІ «Ворон» (фр. «Le Corbeau»), французьким сленгом для позначення анонімних авторів листів. Термін став популярним у Франції завдяки однойменному фільму 1943 року.
Бернар Ларош, двоюрідний брат Жан-Марі Вільмена, був визнаний причетним до вбивства у зв'язку з висновками графологів та заявою невістки Лароша Мюріель Болле. Його взяли під варту 5 листопада 1984 року. Пізніше Болле відмовилася від своїх свідчень, заявивши, що вони були отримані під примусом поліції. 4 лютого 1985 року Ларош, який заперечував свою причетність до злочину і те, що він є «Вороном», був звільнений з-під варти. Батько хлопчика, Жан-Марі, поклявся перед журналістами, що вб'є Лароша.
25 березня 1985 року графологи ідентифікували матір Грегорі, Крістін, як ймовірного автора анонімних листів. 29 березня Жан-Марі застрелив Лароша, коли той йшов на роботу. Його визнали винним у вбивстві і засудили до п'яти років ув'язнення. З урахуванням часу, проведеного в очікуванні суду, і часткового призупинення виконання вироку, він вийшов на волю в грудні 1987 року, відсидівши два з половиною роки.
У липні 1985 року мати Грегорі, Крістін, звинуватили у вбивстві сина. Бувши на той час вагітною, вона оголосила голодування, яке тривало одинадцять днів. Крістін звільнили після того, як апеляційний суд послався на непереконливі докази і відсутність чіткого мотиву. За повідомленнями, вона знепритомніла й мала викидень, втративши одного з близнюків, якого носила, невдовзі після допиту в органах влади. 2 лютого 1993 року з неї зняли звинувачення.
У 2000 році справу було поновлено для проведення ДНК-експертизи марки, використаної для відправлення одного з анонімних листів, але аналіз не дав результатів. У грудні 2008 року за заявою Вільменів суддя постановив поновити справу для проведення ДНК-експертизи листів, мотузки, знайденої на тілі Грегорі, та інших доказів. Цей аналіз також не дав результатів. Подальша ДНК-експертиза, проведена у квітні 2013 року на одязі та взутті Грегорі, також не дала результатів.

## Пізніші події
14 червня 2017 року на підставі нових доказів було заарештовано трьох осіб: Двоюрідну бабусю і двоюрідного діда Грегорі, а також тітку — вдову Мішеля, який помер у 2010 році. Тітку відпустили, тоді як двоюрідна бабуся і двоюрідний дідусь скористалися своїм правом зберігати мовчання. Мюріель Болле також була заарештована і утримувалася під вартою тридцять шість днів, перш ніж її відпустили, як й інших затриманих.
11 липня 2017 року магістрат, відповідальний за перше розслідування, Жан-Мішель Ламбер, наклав на себе руки. У прощальному листі до місцевої газети Ламбер назвав причиною своєї смерті зростаючий тиск, який він відчував у зв'язку з повторним відкриттям справи.
У 2018 році Болле написала книгу «Порушити мовчання», присвячену її участі у справі. У ній вона відстоювала свою невинуватість та невинуватість Лароша, а також звинувачувала поліцію у примусі її до обмови Лароша. У червні 2017 року двоюрідний брат Болле Патрік Февр повідомив поліції, що сім'я Болле піддала її фізичному насильству, у 1984 році, щоб змусити відмовитися від своїх первинних свідчень проти Лароша. Болле звинуватила Февра в тому, що він збрехав про причину, з якої вона відмовилася від своїх первинних показань. У червні 2019 року їй було пред'явлено звинувачення у наклепі за обтяжуючих обставин після того, як Февр подав скаргу в поліцію. У січні 2020 року Апеляційний суд Парижа постановив, що затримання Болле поліцією у 1984 році було неконституційним; суд постановив вилучити зі слідчої справи заяви, зроблені Болле під час перебування під вартою. Однак заяви, зроблені Болле, коли вона не перебувала під вартою, залишаються у справі, в тому числі і початкові звинувачення на адресу Лароша, від яких вона згодом відмовилася.
Монік Вільмен, бабуся Грегорі по батьковій лінії, померла від ускладнень COVID-19 19 квітня 2020 року у віці 88 років. Під час розслідування 2017 року слідчі назвали Монік автором листа з погрозами, надісланого у 1990 році судді Морісу Сімону, який змінив Жан-Мішеля Ламбера на посаді слідчого судді у цій справі у 1987 році.

## У масовій культурі
Вбивство та розслідування стали предметом кількох документальних серіалів, зокрема «Прокляття Волоні» (France 3, 2018) та «Хто вбив маленького Грегорі?» (Netflix, 2019).
6-серійний французький мінісеріал 2021 року «Французька справа» (фр. «Une affaire française») драматизує цю справу, висвітлюючи кар'єристськи налаштованих судових слідчих та брехливих ЗМІ, які шукають цапа-відбувайла. Письменниця Маргеріт Дюрас (яку грає Домінік Блан) зображена в особливо негативному світлі, оскільки вона втручається в розслідування, звинувачуючи матір Грегорі у злочині, не спираючись на жодні докази, окрім власних сфабрикованих психологічних теорій, допомагаючи розкрутити судове «полювання на відьом».